# Гијом де Лопитал
Гијом Франсоа Антоан, Маркиз де Лопитал (фр. Guillaume François Antoine, Marquis de l'Hôpital; Париз, 1661 — Париз, 2. фебруар 1704) је био француски математичар. Изучавао је инфинитезималну анализу и објавио књигу o диференцијалном рачуну. Најпознатији је по Лопиталовом правилу које се примењује у математици.
Рођен је у Паризу, Француска. Првобитно је планирао војничку каријеру, али лош вид је проузроковао да пређе на математику. Решио је брахистохронски проблем, независно од осталих савременика математичара, као што је Исак Њутн. Умро је у Паризу.
Такође је аутор прве књиге о диференцијалном калкулусу, l'Analyse des Infiniment Petits pour l'Intelligence des Lignes Courbes. Објављен 1696. године, текст је садржао предавања његовог учитеља, Јохана Бернулија, у којима је Бернули дискутовао о неодређеном облику 0/0. Метод који решава такве неодређене облике узастопним диференцијацијама носи Лопиталово име.
Године 1694, Лопитал је склопио договор са Јоханом Бернулијем. Договор је био да Лопитал плати Бернулију 300 франака годишње како би му Бернули причао о својим открићима, што је Лопитал описао у својој књизи. Године 1704, након Лопиталове смрти, Бернули је открио договор јавности, тврдећи да су многи резултати у Лопиталовој књизи ту због њега. Године 1922, откривени су текстови који подупиру Бернулијеве тврдње. Раширена прича о томе како је Лопитал покушао да се себи припише откриће Лопиталовог правила није тачна: објавио је своју књигу анонимно, обзнанио Бернулијеву помоћ у уводу и никад није тврдио да је заслужан за то правило.
- Analyse des infiniment petits pour l'intelligence des lignes courbes
- Traité analytique